# رقصة الشمس

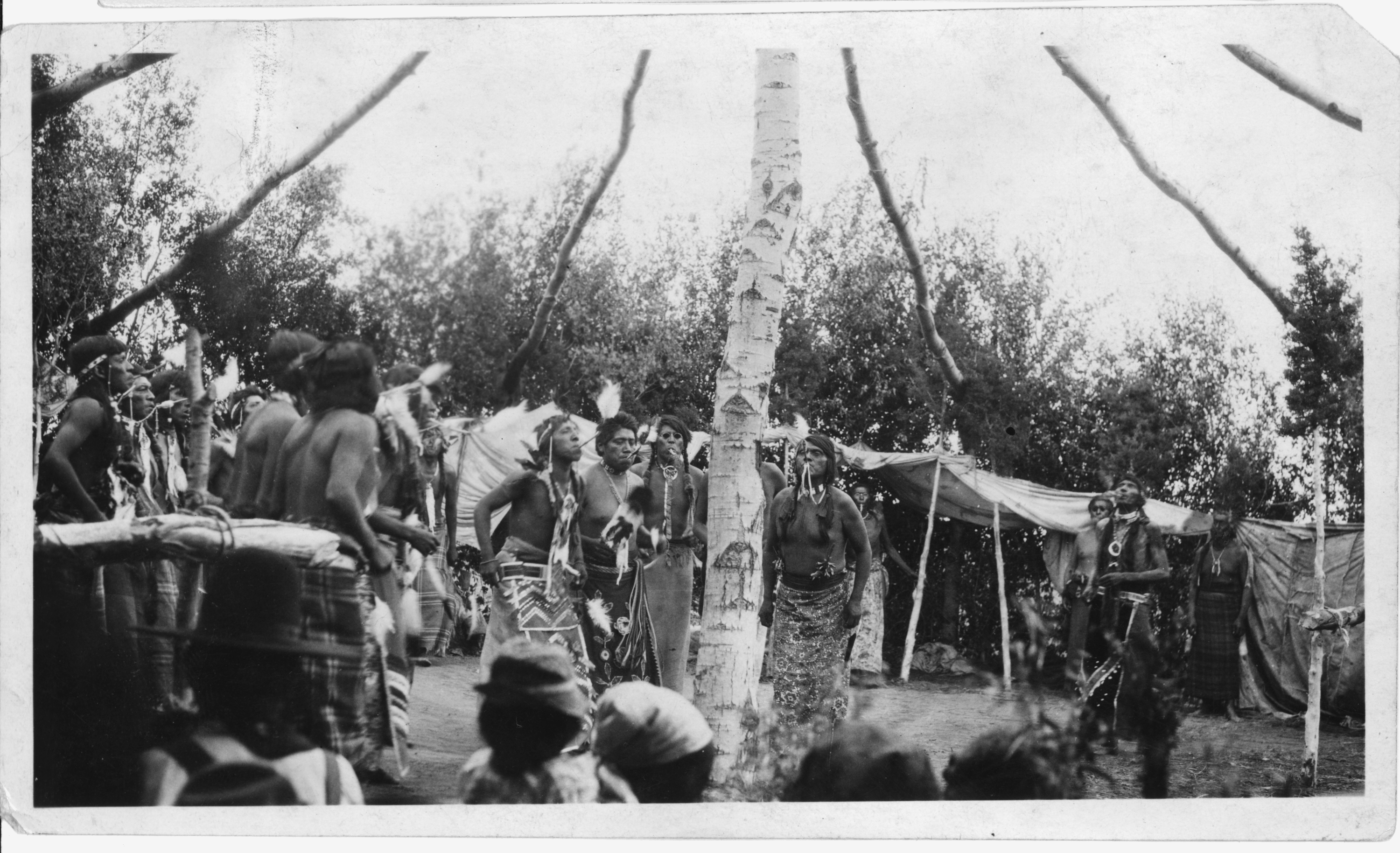
رقصة الشمس، هنود الشوشون في فورت هول، 1925.

رقصة الشمس هي احتفال يمارسه بعض الأمريكيين الأصليين في الولايات المتحدة والشعوب الأصلية في كندا، وخاصة ثقافات السهول . وعادة ما يتضمن اجتماع المجتمع معًا للصلاة من أجل الشفاء. يقوم الأفراد بتضحيات شخصية نيابة عن المجتمع.
بعد الاستعمار الأوروبي للأمريكتين، ومع تشكيل الحكومتين الكندية والأمريكية، أصدر كلا البلدين قوانين تهدف إلى قمع ثقافات السكان الأصليين وإجبارهم على الاندماج في ثقافة الأغلبية الأنجلو أمريكية .
كانت رقصة الشمس واحدة من الاحتفالات المحظورة، كما كانت رقصة شعوب شمال غرب المحيط الهادئ.  رفعت كندا الحظر الذي فرضته على ممارسة الحفل الكامل في عام 1951. في الولايات المتحدة، أصدر الكونجرس قانون الحرية الدينية للهنود الأمريكيين (AIRFA) في عام 1978، والذي تم سنه لحماية الحريات المدنية الأساسية، ولحماية والحفاظ على الحقوق الدينية التقليدية والممارسات الثقافية للأمريكيين الأصليين، والإسكيمو، والأليوتيين، والسكان الأصليين . هاواي . 

## وصف

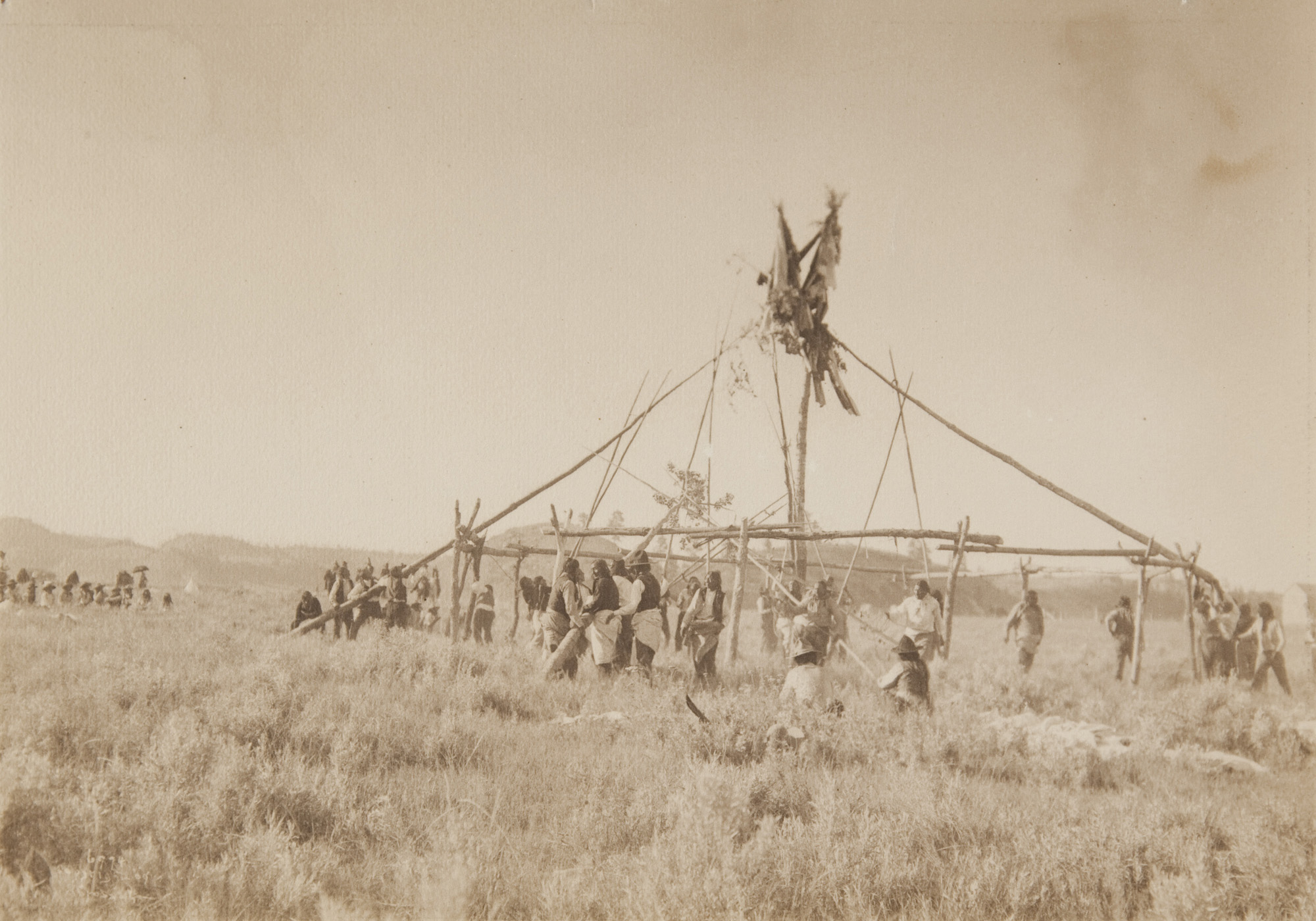
وضع أعمدة العشيرة، ق. 1910.

هناك العديد من الميزات المشتركة في الاحتفالات التي تقيمها ثقافات رقص الشمس. وتشمل هذه الرقصات والأغاني التي تنتقل عبر أجيال عديدة، واستخدام الطبل التقليدي، والنار المقدسة، والصلاة بالغليون الاحتفالي، والصيام عن الطعام والماء قبل المشاركة في الرقص، وفي بعض الحالات، ثقب الجلد الاحتفالي. وتجربة التحمل الجسدي. يتم اختيار بعض النباتات وإعدادها للاستخدام خلال الحفل.
عادةً ما تكون رقصة الشمس محنة قاسية للراقصين، واختبارًا جسديًا وروحيًا يقدمونه تضحيات من أجل شعبهم. وفقًا لجمعية أوكلاهوما التاريخية، يرقص الشباب حول عمود يتم تثبيتهم عليه بواسطة "سيور من الجلد الخام مثبتة عبر جلد صدورهم".  على الرغم من أن احتفالات رقصة الشمس لا تشتمل جميعها على الثقب، إلا أن الهدف من رقصة الشمس هو تقديم التضحيات الشخصية لصالح الأسرة والمجتمع. يصوم الراقصون أيامًا عديدة في الهواء الطلق ومهما كانت الأحوال الجوية.
في معظم الاحتفالات، يبقى أفراد الأسرة والأصدقاء في المخيم المحيط ويصلون لدعم الراقصين. هناك حاجة إلى الكثير من الوقت والطاقة من قبل المجتمع بأكمله لإجراء تجمعات واحتفالات رقصة الشمس. تخطط المجتمعات وتنظم لمدة عام على الأقل للتحضير للحفل. عادة، يتولى قائد واحد أو مجموعة صغيرة من القادة مسؤولية الحفل، لكن العديد من كبار السن يساعدون ويقدمون المشورة. يقوم مجموعة من المساعدين بالعديد من المهام المطلوبة للتحضير للحفل.

## كندا: العرقلة والحظر والمقاومة
قامت حكومة كندا، من خلال وزارة الشؤون الهندية (الآن علاقات التاج بالسكان الأصليين وإدارة التنمية الشمالية في كندا )، باضطهاد ممارسي رقصة الشمس وحاولت قمع الرقصة. قام العملاء الهنود، بناءً على توجيهات من رؤسائهم، بالتدخل بشكل روتيني في رقصات الشمس وتثبيطها ومنعها في العديد من مجتمعات السهول الكندية من عام 1882 حتى أربعينيات القرن العشرين.
حظرت الحكومة الكندية "أي احتفال أو رقص يشكل فيه جرح أو تشويه جثة أو جسد ميت أو حي لأي إنسان أو حيوان جزءًا أو سمة" في تعديل عام 1895 للقانون الهندي .  أي شخص شارك أو ساعد أو شجع (سواء بشكل مباشر أو غير مباشر) كان عرضة للسجن.  على الرغم من أن رقصات الشمس في جميع الدول لا تتضمن ثقب الجسم، إلا أن التعديل يحظر قانونيًا أدائها لتلك المجتمعات التي قامت بذلك.
ومن غير الواضح عدد المرات التي تم فيها تطبيق هذا القانون فعليًا؛ في حالة واحدة على الأقل  ، ومن المعروف أن الشرطة أعطت الإذن بإجراء الحفل.[بحاجة لمصدر] أجرى شعوب الأمم الأولى العديد من الاحتفالات بهدوء وسرية. استمر ممارسون رقصة الشمس، مثل بلينز كري، وسولتو، وبلاكفوت، في أداء رقصات الشمس طوال فترة الاضطهاد. مارس البعض الرقص سراً، والبعض الآخر بإذن من وكلائهم، والبعض الآخر دون ثقب الجسم.
في عام 1951، عدل المسؤولون الحكوميون القانون الهندي ، وأسقطوا الحظر المفروض على ممارسات جرح الجسد.  

## الممارسات المعاصرة
تُمارس رقصة الشمس سنويًا في العديد من مجتمعات الأمم الأولى في كندا. أجرى فريقي Cree وSaulteaux رقصة مطرية واحدة على الأقل (مع عناصر مماثلة) كل عام منذ عام 1880 في مكان ما في السهول الكندية.[بحاجة لمصدر]

في عام 1993، ردًا على ما اعتقدوا أنه تدنيس متكرر لرقصة الشمس وغيرها من احتفالات لاكوتا المقدسة، عقدت دول لاكوتا وداكوتا وناكوتا الأمريكية والكندية "قمة لاكوتا الخامسة". لقد كان تجمعًا دوليًا لحوالي 500 ممثل من 40 شعبًا وفرقة مختلفة من لاكوتا. لقد مرروا بالإجماع "إعلان الحرب ضد مستغلي روحانية لاكوتا":
"بما أن "رقصات الشمس" المدنسة لغير الهنود يجريها المشعوذون وقادة الطوائف الذين يروجون لتقليد مقيت وفاحش لطقوس رقصة لاكوتا المقدسة؛ ... فإننا نعلن هنا ومن الآن فصاعدا الحرب ضد جميع الأشخاص الذين يصرون على استغلال وإساءة معاملة وتحريف التقاليد المقدسة والممارسات الروحية لشعب لاكوتا وداكوتا وناكوتا." - ميستث، ويلمر، وآخرون (1993)  
في عام 1995، أدت الجهود المبذولة لمواصلة ممارسة الحفل على قطعة أرض غير متنازل عنها في سيكوبيمك إلى مواجهة مسلحة عرفت باسم مواجهة بحيرة غوستافسين .
في عام 2003، طلب حارس الجيل التاسع عشر من غليون عجل الجاموس الأبيض المقدس في لاكوتا من الأشخاص غير الأصليين التوقف عن حضور رقصة الشمس ( Wi-wayang-wa-c'i-pi في لاكوتا )؛ وذكر أنه يمكن للجميع الصلاة دعمًا، لكن يجب على السكان الأصليين فقط الاقتراب من المذابح.  تم دعم هذا البيان من قبل حفظة الحزم المقدسة والزعماء الروحيين التقليديين من دول شايان وداكوتا ولاكوتا وناكوتا، الذين أصدروا إعلانًا يمنع الأشخاص غير الأصليين من دخول المذابح المقدسة والطقوس السبعة المقدسة، بما في ذلك على وجه الخصوص رقصة الشمس، اعتبارًا من 9 مارس 2003 فصاعدًا:

## تصوير
في معظم ثقافات رقصة الشمس، يُمنع تصوير المراسم أو الصلاة. توجد صور قليلة للاحتفالات الأصيلة. يعتقد الكثير من سكان الأمم الأولى أنه عندما تدخل الأموال أو الكاميرات، تغادر الأرواح، لذلك لا توجد صورة تنقل احتفالًا حقيقيًا. سمحت أمة Kainai في ألبرتا بتصوير رقصة الشمس في أواخر الخمسينيات من القرن الماضي. تم إصدار هذا باعتباره الفيلم الوثائقي دائرة الشمس (1960)، من إنتاج المجلس الوطني للسينما في كندا .   تُظهر الصور الأرشيفية في مانيتوبا أن الاحتفالات كانت تُمارس باستمرار منذ أوائل القرن العشرين على الأقل.